# Калливо
Калливо (англ. Cullivoe) — деревня в северо-восточной части острова Йелл в архипелаге Шетландских островов.

## География
Расположена на берегах залива Блюмалл-Саунд отделяющего остров Йелл от Анста.

## Экономика
Автодорога «B9082» ведёт в южном направлении и связывает Калливо с деревней Гатчер, дорога «B9083» ведёт на север острова в деревню Глуп.
Работает пристань у берегов залива Блюмалл-Саунд.

## Образование
В Калливо работает начальная школа «Cullivoe Primary School».

## Культура
Ежегодно в последнюю пятницу февраля в Калливо проходит фестиваль «Up Helly Aa».